# Nachtflugqualifikation
Die  Nachtflugqualifikation (NFQ) berechtigt Luftfahrzeugführer mit einer Pilotenlizenz, die keine Instrumentenflugberechtigung (IFR) besitzen, zur Durchführung von Flügen nach Sichtflugregeln bei Nacht. In einem Instrument Rating (IR – Instrumentenflugberechtigung) ist die NFQ standardmäßig enthalten, außer es ist explizit auf Flüge bei Tag eingeschränkt, z. B. bei Vorliegen bestimmter medizinischer Ausschlusskriterien. 

## Ausbildung in EASA-Mitgliedsstaaten
Voraussetzungen für den Erwerb der Berechtigung sind eine Pilotenlizenz nach EASA Teil-FCL und eine praktische Ausbildung.
Die Nachtflugausbildung ist eine zusätzliche Berechtigung zu einer bestehenden Lizenz. Sie wird in die Pilotenlizenz eingetragen. Der deutsche Luftfahrerschein für Luftsportgeräteführer ist, bis auf Sprungfallschirme, für die Nutzung am Tag beschränkt.

### Ablauf der Ausbildung
Die Nachtflugausbildung umfasst eine theoretische und praktische Einweisung. Eine Prüfung ist nicht vorgesehen. Die Flugschule bestätigt die Teilnahme an der Nachtflugausbildung, woraufhin die Eintragung in die Lizenz erfolgt. Die Qualifikation wird mit dem Nachweis der praktischen Ausbildung erteilt.
Die Ausbildung umfasst folgende Bereiche:
- Luftrecht, Luftverkehrs- und  Flugsicherungsvorschriften
- Funknavigation
- Technik (Instrumentenkunde)
- Fünf Flugstunden auf Flugzeugen bei Nacht, davon
  - drei mit Fluglehrer mit
    - mindestens einer Stunde Überlandflug-Navigation, außerdem

  - fünf Alleinstarts und -landungen bis zum vollständigen Stillstand.

### Ergänzungen in der Lizenz
Als Berechtigung wird in der Pilotenlizenz unter dem Punkt XII – Berechtigungen (Ratings) bei „sonstige Berechtigungen / others“ der Eintrag „NFQ, Nachtflugqualifikation / Night Flying Qualification“ vermerkt. 

## Vereinigte Staaten von Amerika
In der von der Federal Aviation Administration ausgegebenen Privatpilotenlizenz oder höherwertiger Lizenzen ist die Nachtflugausbildung Teil der vorgeschriebenen Pilotenausbildung und wird deshalb nicht gesondert ausgebildet und eingetragen. Sollten gesundheitliche Einschränkungen des Flugschüler vorhanden sein, welche die Nachtflugtauglichkeit ausschließen, wird dies im medizinischen Tauglichkeitszeugnis und der ausgestellten Lizenz vermerkt. Die Lizenz ist dann auf das Fliegen am Tage beschränkt.
Die nicht nach ICAO konformen Sport Pilot Certificate und Recreational Pilot Certificate sind auf Sichtflug am Tage beschränkt. Eine Zusatzausbildung für Nachtflug ist nicht möglich.